# Campeonato Mundial de Patinaje Artístico sobre Hielo de 1954
El XLV Campeonato Mundial de Patinaje Artístico se realizó en Oslo (Noruega) entre el 16 y el 18 de febrero de 1954 bajo la organización de la Unión Internacional de Patinaje sobre Hielo (ISU) y la Federación Noruega de Patinaje sobre Hielo. 

## Resultados

### Masculino
| Puesto | Nombre             | País           | Puntos |
| ------ | ------------------ | -------------- | ------ |
| Oro    | Hayes Alan Jenkins | Estados Unidos | 5      |
| Plata  | James Grogan       | Estados Unidos | 12     |
| Bronce | Alain Giletti      | Francia        | 18     |

### Femenino
| Puesto | Nombre          | País                | Puntos |
| ------ | --------------- | ------------------- | ------ |
| Oro    | Gundi Busch     | Alemania Occidental | 9      |
| Plata  | Tenley Albright | Estados Unidos      | 12     |
| Bronce | Erica Batchelor | Reino Unido         | 26     |

### Parejas
| Puesto | Nombre                              | País    | Puntos |
| ------ | ----------------------------------- | ------- | ------ |
| Oro    | Frances Dafoe / Norris Bowden       | Canadá  | 9,5    |
| Plata  | Silvia Grandjean / Michel Grandjean | Suiza   | 17,5   |
| Bronce | Sissy Schwarz / Kurt Oppelt         | Austria | 21     |

### Danza en hielo
| Puesto | Nombre                         | País           | Puntos |
| ------ | ------------------------------ | -------------- | ------ |
| Oro    | Jean Westwood / Lawrence Demmy | Reino Unido    | 5      |
| Plata  | Nesta Davies / Paul Thomas     | Reino Unido    | 14     |
| Bronce | Carmel Bodel / Edward Bodel    | Estados Unidos | 18     |

## Medallero
| Núm. | País                | Oro | Plata | Bronce | Total |
| ---- | ------------------- | --- | ----- | ------ | ----- |
| 1    | Estados Unidos      | 1   | 2     | 1      | 4     |
| 2    | Reino Unido         | 1   | 1     | 1      | 3     |
| 3    | Alemania Occidental | 1   | 0     | 0      | 1     |
| 3    | Canadá              | 1   | 0     | 0      | 1     |
| 5    | Suiza               | 0   | 1     | 0      | 1     |
| 6    | Austria             | 0   | 0     | 1      | 1     |
| 6    | Francia             | 0   | 0     | 1      | 1     |
|      | TOTAL               | 4   | 4     | 4      | 12    |

| Predecesor: Suiza 1953 | Campeonato Mundial de Patinaje Artístico sobre Hielo 1954 | Sucesor: Austria 1955 |

- Datos: Q114086